# Синт Тройден
Синт Тройден (на нидерландски: Sint-Truiden) е град в Североизточна Белгия, окръг Хаселт на провинция Лимбург. Намира се на 12 km югозападно от град Хаселт. Населението му е около 38 200 души (2006).